# Kanton Saint-Pierre-de-Chignac
Saint-Pierre-de-Chignac is een voormalig kanton van het Franse departement Dordogne. Het kanton maakte deel uit van het arrondissement Périgueux. Het werd opgeheven bij decreet van 21 februari 2014, met uitwerking op 22 maart 2015.

## Gemeenten
Het kanton Saint-Pierre-de-Chignac omvatte de volgende gemeenten:
- Atur
- Bassillac
- Blis-et-Born
- Boulazac
- La Douze
- Eyliac
- Marsaneix
- Milhac-d'Auberoche
- Notre-Dame-de-Sanilhac
- Saint-Antoine-d'Auberoche
- Saint-Crépin-d'Auberoche
- Sainte-Marie-de-Chignac
- Saint-Geyrac
- Saint-Laurent-sur-Manoire
- Saint-Pierre-de-Chignac (hoofdplaats)